# Seabrook
Seabrook város az USA Texas államában, Galveston, Chambers és Harris megyében. Lakosainak száma 13 618 fő (2020. április 1.).

## Népesség
A település népességének változása:

| 2010 | 11 952 |
| 2020 | 13 618 |